# ビクター少年民謡会
{{}}
ビクター少年民謡会（ビクターしょうねんみんようかい）は、子供達による民謡グループである。
メンバーは男女より構成される。

## メンバー構成
初代
昭和34年（1959年）
・岡部 幸恵（おかべ ゆきえ）
・林 恵子（はやし けいこ）
・中村 よし美（なかむら よしみ）
・広瀬 一声（ひろせ いっせい）
・菊地 章（きくち あきら）
途中で菊地章と中村よし美が離脱、後に小高桂子（こだか けいこ）が加わる。
2代目
昭和39年（1963年）
・間 留男（はざま とめお）
・鹿島 久美子（かしま くみこ）
・青木 恵子（あおき けいこ）
・間 小夜子（はざま さよこ）
・石毛 洋子 （いしげ ようこ）
3代目
昭和41年？（1965年）
・小林 邦明（こばやし くにあき）
・塩崎 妙子（しおざき たえこ）
・田野 井久枝（たの いくえ）

## 沿革
昭和34（1959）年結成。同年6月、浅草国際劇場にてデビュー公演を行うや否や、各方面から絶賛。「子供の純な心で唄う民謡」は多くの人々の心をつかんだ。
以後、全国各地でのステージをはじめ、テレビにラジオに映画に舞台にと幅広くその妙技をふるい、また数多くのレコード発売により、人気の的となる。
数々の民謡をはじめ、オリジナルの民謡歌謡もレコード発表するなど、多才ぶりも発揮した。そして昭和50年代に至るまで、メンバー交代を重ねながら実力派民謡グループとして大活躍、日本の民謡界に新鮮な足跡をのこした。

## ディスコグラフィー

### アルバム
1. ビクター少年民謡会 第1集（1959年、昭和34年、LV-94）
  - SIDE 1（待ちぼけ次郎さん）：待ちぼけ次郎さん／わらべ舟唄／わらべ大漁ぶし／つんつん哀歌
  - SIDE 2（少年民謡お国自慢）：少年花笠おどり／少年黒田節／少年そうらん節／少年ひえつき節
  - 岡部幸恵、林恵子、広瀬一声、中村よし美、菊池章、ビクターオーケストラ
  - 2023年1月25日デジタル配信（「わらべ舟唄」をカット、「少年外山節」「少年さくら音頭」「少年祭りばやし」「少年盆踊り」「吹雪のサンタ・クロース」「森の細道」「夕やけ子守唄」を追加収録）
2. ビクター少年民謡会 第2集（1960年、昭和35年、LV-134）
  - SIDE 1（少年北海盆唄）：少年北海盆唄／少年常磐炭坑節／少年紅花摘唄／少年相馬盆唄
  - SIDE 2（母恋い囃子）：母恋い囃子／兄妹岬／月夜馬子唄／少年白虎隊
  - 岡部幸恵、林恵子、広瀬一声、小高桂子、ビクター・オーケストラ
  - 2023年1月25日デジタル配信（「少年木曽節」「少年田植え唄」「少年田原坂」「少年豊作おどり」「少年月見音頭」「種まき音頭」を追加収録）
3. ビクター少年民謡会 第3集（1960年、昭和35年、LV-157）
  - 真室川音頭／秋田おばこ／どんぱん節／会津磐梯山／新相馬節／みづほ踊り／佐渡おけさ／タント節
  - 2023年1月25日デジタル配信（「少年桜ばやし」「少年お江戸日本橋」「少年南部牛追唄」「少年築子の唄」「少年秩父音頭」「少年ひでこ節」を追加収録）
4. ビクター少年民謡会 第4集（1961年、昭和36年、LV-174）
  - SIDE 1（少年民謡お国自慢）：おこさ節／大漁唄い込み／五木子守歌／日光和楽踊り
  - SIDE 2（少年民謡お国自慢）：ちゃっきり節／金比羅船々／鹿児島小原節／よさこい節
  - 林恵子、岡部幸恵、小高桂子、ビクター・オーケストラ
  - 2023年1月25日デジタル配信（「宇目の唄げんか」「少年両津甚句」「荘園生保内節」「少年いやさか節」「少年くるくる節」「花の輪音頭」を追加収録）
5. ビクター少年民謡会 第5集（1961年、昭和36年、LV-195）
  - 田植っ子／大漁船唄／お祭り笛／粉雪小雪／八木節／相馬二遍返し／九州炭坑節／新庄節
  - 2023年1月25日デジタル配信（「少年豊年こいこい節」「少年塩釜甚句」「少年本荘追分」「二本松少年隊の唄」「娘マドロスギター」「おっかさん、おっかさん」を追加収録）
6. ステレオ少年民謡選集 第1集（1963年、昭和38年、SJL-5055）
  - 2023年1月25日デジタル配信（当時未発表「少年松前そうらん」のステレオ録音を特別収録）
7. ステレオ少年民謡選集 第2集（1963年、昭和38年、SJL-5073）
  - 二代目・ビクター少年民謡会
  - 2023年1月25日デジタル配信
8. ステレオ少年民謡選集 第3集（SJV-16）
  - SIDE 1：北海盆唄／宮津節／福知山音頭／常磐炭坑節／佐渡おけさ／豊年こいこい節
  - SIDE 2：相馬盆唄／花笠踊り／嶽の新太郎さん（ざんざ節）／鹿児島よさこい／博多子守歌／のんしこら
  - 二代目・ビクター少年民謡会
  - 三味線 豊藤、静子、豊寿、豊文、豊輔、ビクター・オーケストラ、石平三郎編曲
  - 2023年2月8日デジタル配信
9. 民謡お国自慢（1968年、昭和43年、JV-1070～１-S）
  - SIDE 1：そうらん節／大漁唄い込み／会津磐梯山／秋田おばこ／秋田甚句／おこさ節／花笠踊り
  - SIDE 2：常磐炭坑節／佐渡おけさ／串本節／よさこい節／炭坑節／五木の子守歌／田原坂
  - SIDE 1：北海盆唄／さんさ時雨／相馬盆唄／どんぱん節／真室川音頭／新庄節／大漁節
  - SIDE 2：八木節／木曽節／ちゃっきり節／金比羅船々／黒田節／おてもやん／ひえつき節
  - 2023年2月8日デジタル配信
10. 民謡お国自慢＜2＞
  - 2023年2月8日デジタル配信
11. ふるさとのうた（1967年、JV-1308-S）
  - SIDE 1：そうらん節／佐渡おけさ／大漁唄い込み（遠島甚句入り）／五ッ木の子子唄／相馬盆唄／よさこい節／八木節
  - SIDE 2：花笠音頭／木曽節／北海盆唄／黒田節／会津磐梯山／ひえつき節／真室川音頭
12. ビクター少年民謡会 アメリカで歌う（SJV-2025）
13. ビクター少年民謡傑作集（JV-5022）
  - 2023年2月8日デジタル配信
14. ビクター少年民謡会 ベスト32（1968年、SJV-6047～8）
15. 岐阜県「美濃と飛騨」ふるさとの民話を歌う（1976年、JBX-88～9）

### アルバム（その他）
- 決定盤 日本の民謡 東北篇３（JV-1100～1-S）
  - 唄：浅利みき、鳴海重光、伊藤かづ子、ビクター少年民謡会、他

### シングル
- 少年花笠踊り（V-41958）
- 少年佐渡おけさ／少年外山節（林恵子）（1960年、V-41994）※SP盤
- しあわせ音頭（新生活のうた）（1960年、V-41999）※「あす呼ぶ歌声（新生活のうた）／曾根史郎、古賀さと子」の片面、SP盤
- 森の細道（VS-300）※「想いつづけて／和田ひろしとマヒナ・スターズ」の片面
- 少年白虎隊（1960年5月、VS-316）※B面は「御神火子守唄／野村雪子」
- 少年大漁唄い込み／少年日光和楽踊（1961年1月、VS-428）
- 少年花笠踊り／少年そうらん節（1961年2月、VS-442）
- 少年黒田節／少年ひえつき節（1961年2月、VS-443）
- 少年北海盆唄／少年木曾節（1961年2月、VS-444）
- 少年桜ばやし／少年お江戸日本橋（1961年3月、VS-445）
- 少年ちゃっきり節／少年金毘羅船々（1961年5月、VS-446）
- 少年八木節／少年新庄節（1961年6月、VS-447）
- 少年炭坑節／少年相馬二遍返し（1961年8月、VS-448）
- 少年秩父音頭／少年ひでこ節（1961年8月、VS-449）
- 少年両津甚句／少年生保内節（1961年9月、VS-450）
- 少年いやさか音頭／少年くるくる節（1961年11月、VS-451）
- 少年塩釜甚句／少年本荘追分（1962年2月、VS-610）
- 少年おてもやん／少年といちん節（1962年4月、VS-652）
- 少年さんさ時雨／少年宮城野盆唄（1962年5月、VS-694）
- 少年八戸小唄／少年松前そうらん（1962年8月、VS-733）
- 少年秋田甚句／少年佐渡甚句（1962年10月、VS-797）
- 少年ナット節／少年木更津甚句（1962年11月、VS-819）
- 少年新相馬節／少年ドンパン節（1963年6月、MV-120）
- 娘マドロスギター／おっかさんおっかさん（1963年7月、VS-999）
- 少年花笠踊り／少年そうらん節（1964年4月、MV-22）
- 少年ちゃっきり節／少年金比羅船々（1964年4月、MV-23）
- 少年鹿児島小原節／少年よさこい節（1964年4月、MV-24）
- 少年塩釜甚句／少年本庄追分（1964年9月、MV-25）
- 少年おてもやん／少年といちん節（1964年4月、MV-26）
- 東京おけさ（1964年4月、MV-27）※B面は「新秩父音頭／二代目 藤田周次郎」
- 少年八戸小唄／少年松前そうらん（1964年4月、MV-28）
- 少年さんさ時雨／少年宮城野分唄（1964年4月、MV-29）
- 少年黒田節／少年ひえつき節（1964年4月、MV-30）
- 少年桜ばやし／少年お江戸日本橋（1964年4月、MV-31）
- 少年炭坑節／少年相馬二遍返し（1964年4月、MV-32）
- 少年八木節／少年新庄節（1964年4月、MV-33）
- 少年秩父音頭／少年ひでこ節（1964年4月、MV-34）
- 少年両津甚句／少年生保内節（1964年4月、MV-35）
- 少年大漁唄い込み／少年日光和楽踊（1964年5月、MV-36）
- 少年北海盆唄／少年木曽節（1964年5月、MV-69）
- 少年秋田甚句／少年佐渡甚句（1964年7月、MV-77）
- 少年ナット節／少年木更津甚句（1964年7月、MV-78）
- 少年田原坂／少年宮津節（1964年、MV-176）
- 郡上節―かわさき―（MV-185）※B面は「郡上節―三百―／矢沢操一」
- 佐渡おけさ／花笠踊り（1966年、MV-506-S）
- 相馬盆唄／外山節（1966年、MV-512-S）
- お国おどり（MV-516-S）※「ニッポンばやし／榎本美佐江、鈴木正夫」の片面
- 秋田甚句／ひでこ節（MV-538-S）
- 茶つみ唄（MV-563-S）※「河内音頭／初音家賢次」の片面
- 尾鷲節／下津井節（MV-588-S）
- のんのこ節／日光和楽踊り（MV-707-S）
- 北海盆唄／花笠音頭（1974年、MV-845-S、アメリカ・ロスアンゼルス公演実況録音盤）
- 大漁唄い込み／相馬盆唄（1974年、MV-846-S、アメリカ・ロスアンゼルス公演実況録音盤）
- 金比羅船々（MV-1039）※「さぬき踊り／鹿島久美子」の片面
- ハラハラ音頭／おねがい音頭（1975年、MV-1057ｰS）
- 音頭で大行進／チャンピオン音頭（岡ゆう子、松崎真、ビクター少年民謡会）（MV-2042）
- こども地引網うた（1979年、MV-2059）※「菊まつり音頭／船橋一郎」の片面
- チャグチャグ馬こ（MV-2060）※「直実ぶし／鈴木正夫、長瀬世紀子」の片面
- グーチョキパー音頭／ヤットデタマン・ブギウギ音頭（1981年3月21日、MV-3025）
- ホームラン音頭／ワンワン音頭（1982年、MV-3049）
- ゴジラ音頭／ちびっこ花笠音頭（1984年5月1日、KV-3054）
- もとすり唄（杜氏の唄）（1984年6月21日、MV-2169）※「住吉踊り／日本橋きみ栄」の片面

### シングル（民謡基本曲集）
- ⑤＜初級＞金比羅船々（MVK-955）※「鹿児島小原節／小杉真貴子」の片面

### ビクターミュージックブック
- 少年民謡お国自慢（MBK-1008） 少年花笠踊り／少年そうらん節／少年黒田節／少年ひえつき節／少年北海盆唄／少年紅花摘唄／少年常磐炭坑節／少年相馬盆唄
- ふるさとの民謡（MBK-2009） 少年おこさ節／少年大漁唄い込み／少年八木節／少年日光和楽踊り／少年相馬二遍返し／少年新庄節／少年五木子守歌／少年炭坑節
- 少年民謡お国巡り（MBK-2014） 少年秋田おばこ／少年鹿児島小原節／少年真室川音頭／少年外山節／少年佐渡おけさ／少年田原坂／少年よさこい節／少年新相馬節
- 少年民謡唄まつり（MBK-3065） 相馬二遍返し／花笠踊り／本荘追分／金比羅船々／木更津甚句／佐渡甚句／さんさ時雨／宮城野盆唄
- 花の少年白虎隊（MBK-3066） 待ちぼけ次郎さん／わらべ舟唄／わらべ大量ぶし／つんつん哀歌／花恋い囃子／兄妹岬／月夜馬子唄／少年白虎隊

### その他
- まごころ音頭／鈴木正夫、小杉真貴子、ビクター少年民謡会（PRA-10143）※B面は「そんないい人いないかな／東京混声合唱団」
- 東京五輪音頭（つくば兄弟、神楽坂浮子）（1963年、VS-1061）※「海をこえてともよきたれ／東京混声合唱団」の片面
- どんぐり山慕情／あした元気になァーれ（SV-7292）※松村和子、ビクター少年民謡会
- サミアどん音頭（川久保潔、ビクター少年民謡会）／だっこちゃん音頭（ペコちゃん、ビクター少年民謡会）（1985年、MV-3095）
- 民謡(うた)はふるさと（NHKテレビ「民謡をあなたに」新テーマ曲）／＜カラオケ＞（1986年、MV-3112）※唄：鈴木正夫、藤みち子、ビクター少年民謡会